# Gare de U Fiumeseccu Alzeta (GR20)
La gare de U Fiumeseccu Alzeta (GR20) (anciennement Calenzana - Lumio) est une halte ferroviaire française de la ligne de Ponte-Leccia à Calvi (voie unique à écartement métrique), située sur le territoire de la commune de Calvi, dans le département de la Haute-Corse et la Collectivité territoriale de Corse (CTC). 
C'est une halte des chemins de fer de la Corse (CFC), desservie par des trains « grande ligne » et « périurbain ».

## Situation ferroviaire
Établie à 10 mètres d'altitude, la halte est située au point kilométrique (PK) 115,5 de la ligne de Ponte-Leccia à Calvi (voie unique à écartement métrique), entre les gares de Sainte-Restitude (AF) et de Dolce Vita GR 20 (AF).
C'est une halte d'évitement, une deuxième voie permettant le croisement des trains, avec un aiguillage à chaque bout.

## Service des voyageurs

### Accueil
Halte CFC, c'est un point d'arrêt non géré (PANG) à accès libre. Arrêt facultatif (AF) : le train ne s'arrête que si la demande a été faite au conducteur.

### Desserte
U Fiumeseccu Alzeta (GR20) est desservie, éventuellement (AF), par des trains CFC « grande ligne » de la relation : Bastia, ou Ponte-Leccia - Calvi. C'est également un arrêt facultatif de la « desserte suburbaine de la Balagne » pour les trains CFC de la relation Calvi - Île-Rousse. Les horaires sont fluctuants en fonction de la saison estivale en juillet-août et hors saison, le reste de l'année.

### Intermodalité
Un parking est aménagé à proximité de l'ancien bâtiment voyageurs (abandonné).

## Galerie

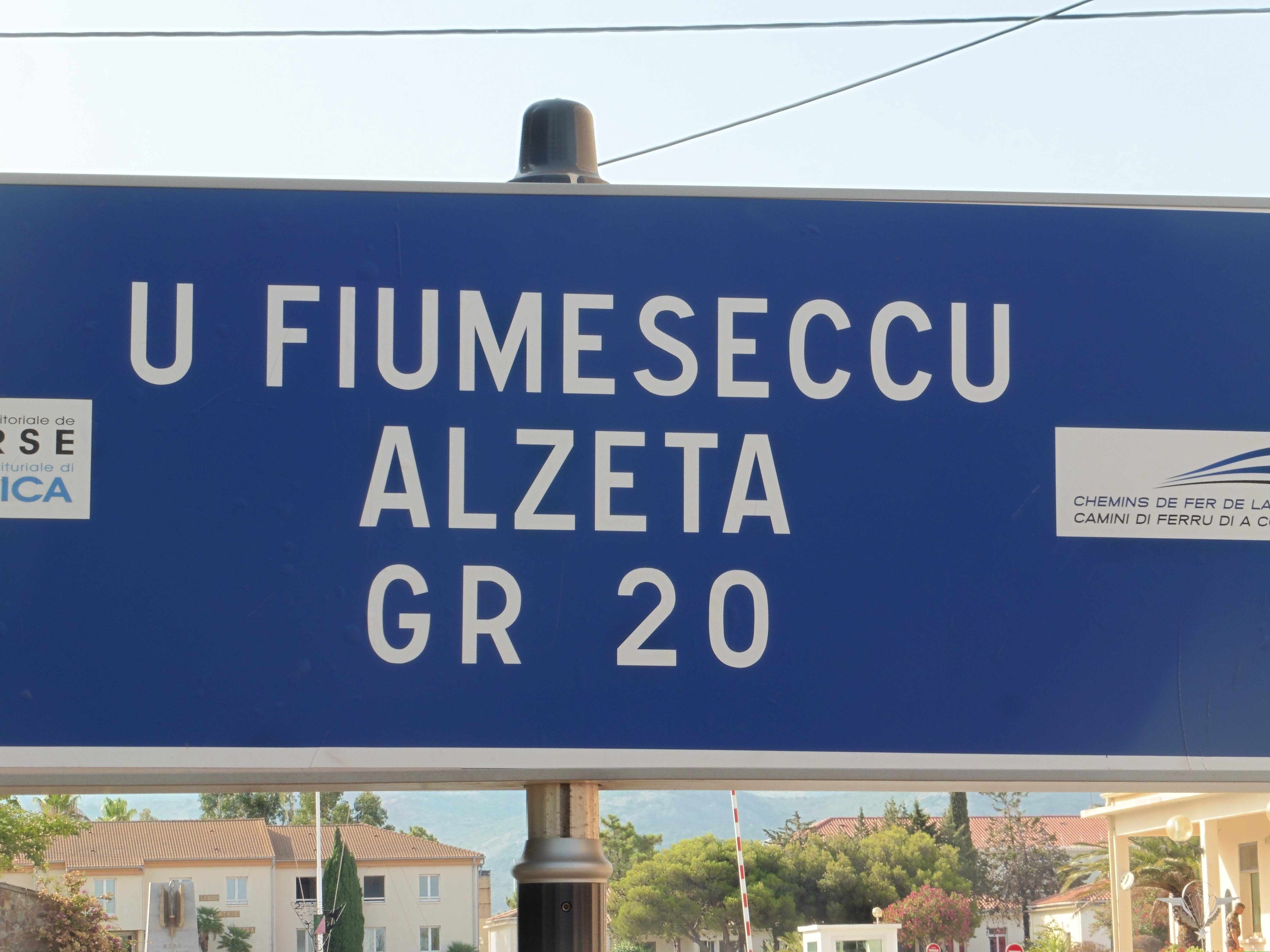
Nouveau nom de la gare - anciennement : Calenzana - Lumio.
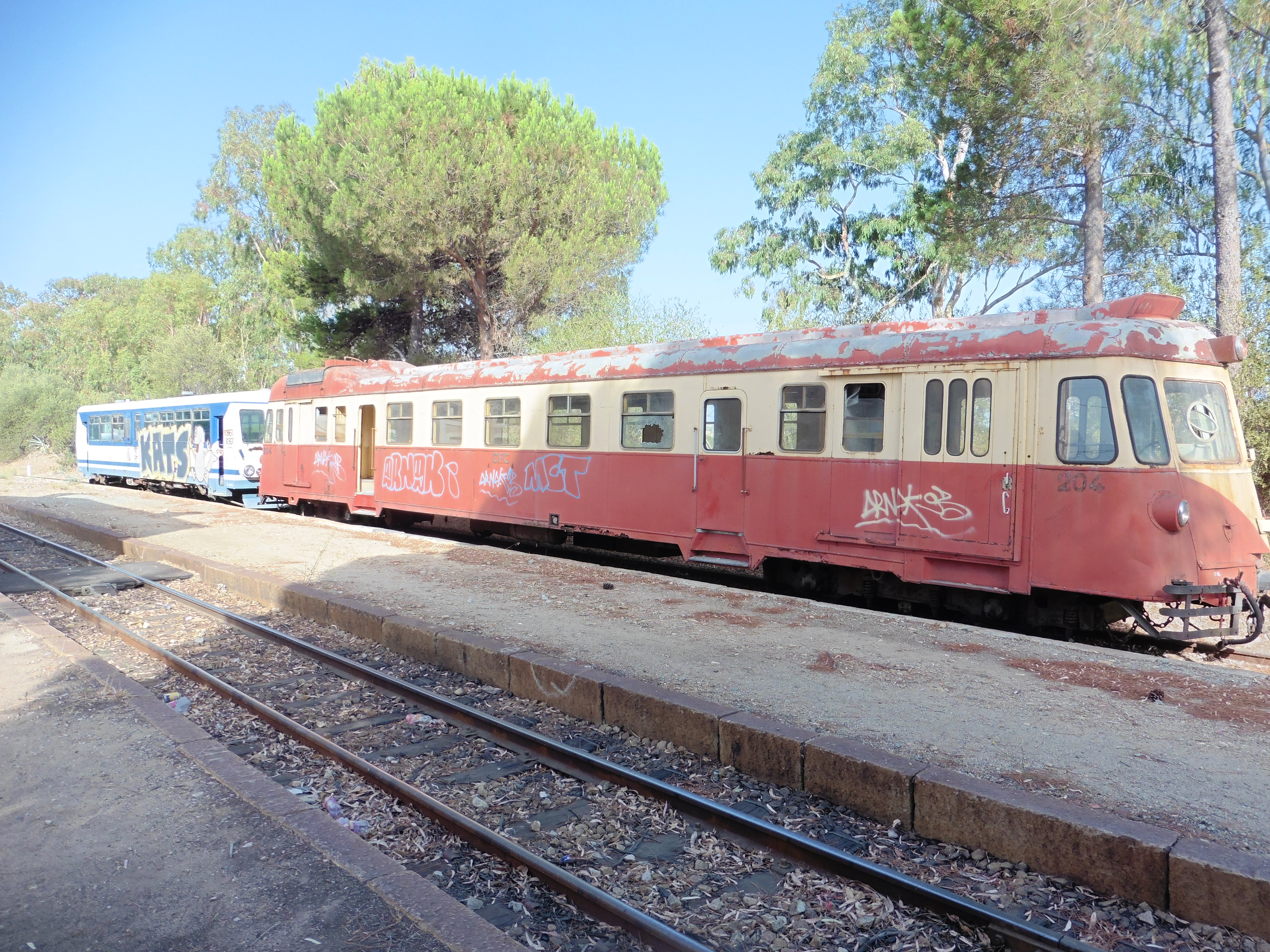
Autorails Garnéro X 5000 et Renault ABH8 (204) radiés, sur voie de service, en attente de transfert au garage du camp Raffali pour préservation.